# 秦粉笑话吧
秦粉笑话吧，亦称秦笑吧，是百度贴吧的一个贴吧，其帖子以鉴赏秦粉言论及思想为主，同时也讨论秦朝相关历史。

## 背景
在中国古代，秦始皇的风评大多以负面为主。清末以来，中国遭受了严重的民族危机，对秦始皇的赞扬逐渐增多，例如在抗战时期，因为抗击日本侵略者的需要，民国政府将秦始皇评为「民族英雄」。
毛泽东对秦始皇的评价以赞扬为主，同时也承认要对秦始皇「一分为二」的看待，其《七律·读<封建论>呈郭老》中「劝君少骂秦始皇」一句则被现在的秦粉多次用来给秦始皇翻案。
2007年，电视剧《秦时明月》上映，其中秦始皇的形象因为帅气而吸引起众多粉丝。2008年，《大秦帝国》小说与电视剧的发行，其中秦始皇的美化（例如第五部中秦始皇叮嘱赵佗即使秦朝内乱也坚持驻守）催生出了秦粉这一群体。而在「成功学」讲师周文强对秦始皇的进一步吹捧下，秦粉这一群体迅速发展，并逐渐开始走向极端化。

## 建立
在蜀粉笑话吧的成功后，2024年夏秦粉笑话吧建立，该吧旨在批判秦粉极端思想，为秦朝历史正本清源。